# Doraemon Story of Seasons: Friends of the Great Kingdom
Doraemon Story of Seasons: Friends of the Great Kingdom là một trò chơi nhập vai mô phỏng nông trại dành cho hệ máy Nintendo Switch, PlayStation 5 và Microsoft Windows, là sự kết hợp tiêp theo của loạt Story of Seasons và nhượng quyền Doraemon sau phần đầu tiên của trò chơi là Doraemon Story of Seasons do Marvelous phát triển và Bandai Namco Entertainment phát hành, nhà phát hành Bandai Namco Entertainment đã thông báo về sự hiện diện của tựa game thông qua video quảng cáo, có thể thấy khung cảnh tuyệt đẹp của ngôi sao "Illuma Star" giàu tài nguyên thiên nhiên đó là bối cảnh của trò chơi này, chơi 2P ngoại tuyến nơi hai người có thể cùng nhau tận hưởng cuộc sống nông trại và cuộc sống nông trại trong mơ lan rộng với "công cụ bí mật" mới được thêm vào. Với những cánh đồng lúa mì vàng, mũi đất với hoàng hôn tuyệt đẹp và pháo hoa nở rộ trên bầu trời đêm.

## Lối chơi
Trò chơi kết hợp các yếu tố mô phỏng canh tác nông trại từ loạt Story of Seasons, còn các nhân vật quen thuộc và các bảo bối bí mật được lấy từ loạt phim Doraemon. Người chơi sẽ vào vai Nobita và tham gia vào các hoạt động nông trại như xới đất để trồng trọt, chăm sóc gia súc và cừu, v.v. Trò chơi cũng có hệ thống câu cá, trang trí nhà cửa, ngày lễ và lễ hội tương tự như loạt Story of Seasons. Đặc biệt ở phiên bản lần này có thể chơi ở chế độ hai người chơi.
Các nhân vật trong bộ truyện Doraemon như Shizuka, Jaian và Suneo cũng xuất hiện với tư cách là nhân vật phụ và sẽ hỗ trợ Nobita trong cuộc phiêu lưu. Một số bảo bối xuất hiện trong trò chơi như Nhà hàng ruộng vườn với khả năng tạo ra món ăn từ những cây củ cải trồng ở vườn, Đèn pin thích nghi với khả năng giúp khám phá dưới biển sâu, Bình xịt đông mây giúp cho việc thăm trang trại trên mây, Khăn trùm thời gian,v.v..

## Tóm tắt cốt truyện
Sau khi bước qua Cánh cửa thần kỳ là một cánh đồng lúa mỳ rộng lớn, nơi đây tên là Illuma, một hành tinh giàu tài nguyên thiên nhiên, nơi mà Nobita và nhóm bạn của mình đi đến một hành tinh lạ giàu tài nguyên. Ở đây họ gặp được một cậu bé tên Lumis và đồng ý sẽ sống và làm việc cùng cậu cũng như giúp cậu nhận ra được ước mơ của mình. Cũng như việc tận hưởng một cuộc sống chậm rãi, ấm áp của nơi đây.

## Nhân vật
Trong phần này, các nhân vật của Doraemon (ドラえも) (Lồng tiếng bởi: Wasabi Mizuta), Nobita (野比 のび太 Nobi Nobita) (Lồng tiếng bởi: Megumi Ohara), Shizuka (Lồng tiếng bởi: Kakazu Yumi) và Gian (Lồng tiếng bởi: Susumu Kimura), và các nhân vật gốc của tác phẩm này ngoại trừ Suneo (Lồng tiếng bởi: Tomokazu Seki).
Aiden (ロイド Roido)
Lồng tiếng bởi: Takumi Ejiri
Y tá làm việc tại "Phòng khám Stacy", là người có tính cách tốt bụng, hiền lành. Anh ấy dường như có tình cảm đặc biệt với Stacy.
Barry (トメール Tomēru)
Lồng tiếng bởi: Keiyasu Otaka
Một người lính được giao nhiệm vụ bảo vệ lâu đài cùng với đồng đội của mình, Forte. Anh ấy là người có tính cách nghiêm túc.
Belle (ベル Beru)
Lồng tiếng bởi: Watanabe Yoshimi
Một thành viên đáng tin cậy của bộ lạc Mystian, cô ấy có tính cách thoải mái. Cô làm việc tại cửa hàng thợ mộc, làm đồ nội thất và xây dựng các tòa nhà cùng với Oliver - người mà cô thường xuyên cãi nhau.
Foira (トゥーナ)
Lồng tiếng bởi: Kanae Ito
Một người phụ nữ sống với Korobokkuru và những người khác trong một mùa xuân ở sâu trong rừng. Cô tự gọi mình là "nữ thần" và giúp Nobita và những người khác có sức mạnh bí ẩn.
Forte (マモール Mamōru)
Lồng tiếng bởi: Tomokazu Seki
Một người lính được giao nhiệm vụ bảo vệ lâu đài cùng với đồng đội của mình, Barry. Anh ta có một tính cách dễ tính và thoải mái.
Garret (ガレッド Gareddo)
Lồng tiếng bởi: Ryosuke Higa
Là chủ nhà hàng "Rover Dining", anh ấy im lặng, trầm tính nhưng kỹ năng nấu ăn của anh ấy là rất đỉnh cao
Gidal (ガガン Gagan)
Lồng tiếng bởi: Ikuji Nose
Con trai của Gogon, trong khi cậu ấy thường mâu thuẫn với cha mình, cậu ấy luôn lo lắng về việc làm thế nào để trở thành một thợ rèn giỏi.
Gidori (ギドーリ Gidōri)
Lồng tiếng bởi: 
Cậu ấy là một cậu bé đến từ Bộ lạc Dogan, người xuống hầm mỏ mỗi ngày để tìm kiếm thứ gì đó mới mẻ. Cậu ấy hành động như một con sói đơn độc, người không muốn phải dựa vào bất cứ ai và thường tự hào về sức mạnh của mình - Cậu ấy thậm chí còn hành động cộc lốc với những người mà cậu ấy vừa gặp.
Gogmir (ゴゴン Gogon)
Lồng tiếng bởi: Akio Otsuka
Một người đàn ông đến từ bộ lạc Dogan, là chủ nhân của cửa hàng rèn "Gongong". Anh ấy có một tính cách táo bạo và cười nhạo những vấn đề nhỏ.